# Margot Bernice Ashwin
Margot Bernice Ashwin, verheiratete Margot Forde (* 1935; † 23. Juni 1992 in Palmerston North) war eine neuseeländische Botanikerin. Ihr offizielles botanisches Autorenkürzel lautet „Ashwin“; früher war auch die Abkürzung „Ashw.“ in Gebrauch.
Sie arbeitete am Department of Botany der Victoria University of Wellington in Neuseeland. Die Pflanzen-Samenbank New Zealand Forage Germplasm Centre in Palmerston North wurde zu ihren Ehren in Margot Forde Forage Germplasm Centre umbenannt. Sie unternahm Forschungsreisen in die Innere Mongolei und nach Xinjiang in China sowie zum Kaukasus.

## Werke
- Understanding Plant Names and their Changes. In: Tuatara. Band 7, Nr. 2, Dezember 1958.